# Lamphiotes
Lamphiotes is een geslacht van vlinders uit de familie van de prachtvlinders (Riodinidae), onderfamilie Riodininae.
Lamphiotes werd in 1982 voor het eerst wetenschappelijk beschreven door Callaghan.

## Soort
Lamphiotes omvat de volgende soort:
- Lamphiotes velazquezi (Beutelspacher, 1976)